# انضغاط جذبوي

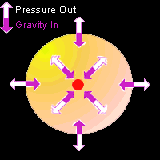
في مراكز النجوم، يتعادل تأثير قوة الضغط التجاذبي مع الضغط الحراري الناتج عن التفاعلات النووية في مراكز النجوم، مما يعطل حدوث الانضغاط التجاذبي بصورة مؤقتة.

الانضغاط الجذبوي هي ظاهرة تحدث عندما يتسبب الضغط الناتج عن قوة الجاذبية المؤثرة على كتلة ما في تقلص حجمها، وزيادة كثافتها.
ويتسبب الانضغاط التجاذبي في تولد حرارة في مراكز النجوم والكواكب، وذلك بواسطة آلية كلفن هلمهولتز (انكماش الأجسام الفلكية وتحول طاقة الوضع المختزنة فيها إلى طاقة حرارية). وتلك الآلية هي ما يفسر استمرار الإشعاع الحراري المنبعث من كوكب المشتري بسبب انضغاطه التجاذبي.[1]
ومن أشهر الأحداث التي تتضمن حدوث الانضغاط التجاذبي هو تطور النجوم. فقد تكونت الشمس وجميع النجوم التابعة للنسق الأساسي في البداية عن طريق تساقط مكونات سحابة جزيئية تحت تأثير الجاذبية حتى يتقلص حجمها إلى حجم نواة النجم. وإذا كانت كتلة النواة كبيرة بما فيه الكفاية، فسوف يتسبب الانضغاط التجاذبي في تقلص حجمها وزيادة درجة الحرارة بشدة حتى تصل إلى مرحلة تسمح فيها بحدوث اندماج نووي لذرات الهيدروجين. والحرارة المتولدة من عملية الاندماج النووي كفيلة بمعادلة قوى التجاذب التي تشد كتلة النجم إلى الداخل، وبذلك تستقر حالة النجم لمدة تصل إلى ملايين السنين. ويظل هذا الوضع المستقر قائمًا حتى تنفذ جميع ذرات الهيدروجين، مما يتسبب في انخفاض الضغط الحراري الناتج عن التفاعل النووي، وبذلك تضغى قوة الضغط التجاذبي على الضغط الحراري. At the end of the Sun's life, gravitational compression will turn it into a قزم أبيض. وبفعل الانضغاط الجاذبي، فسوف تستحيل الشمس قزمًا أبيض في نهاية المطاف.
ومن ناحية آخرى توجد النجوم كبيرة الكتلة. وتستنفذ هذه النجوم وقودها بسرعة شديدة، ومن ثم تنتهي حياتها بحدوث المستعر الأعظم (أو السوبرنوفا). وما يتبقى من تلك النجوم بعد ذلك من مادة فسوف تتحول تحت تأثير الانضغاط التجاذبي إلى نجم نيوتروني أو ثقب أسود.
أما الكواكب والأقمار، فهي تصل إلى وضع الاستقرار عندما تتزن قوة الجاذبية مع تدرج الضغط في طبقات الكوكب، ومن هنا يتوقف حدوث الانضغاط التجاذبي. حيث أن قوة الجاذبية تضغط على المواد المكونة للكواكب، ومن ثم تقوم المادة بدورها بتوليد قوة رد فعل توازن تأثير الجاذبية في الاتجاه المعاكس، وتعتمد قوة رد الفعل على قوة المادة وموقعها داخل الكوكب، مما يتسبب في تدرج الضغط التجاذبي كلما تحركت في اتجاه مركز كتلة الكوكب.